# 運動エネルギー迎撃弾

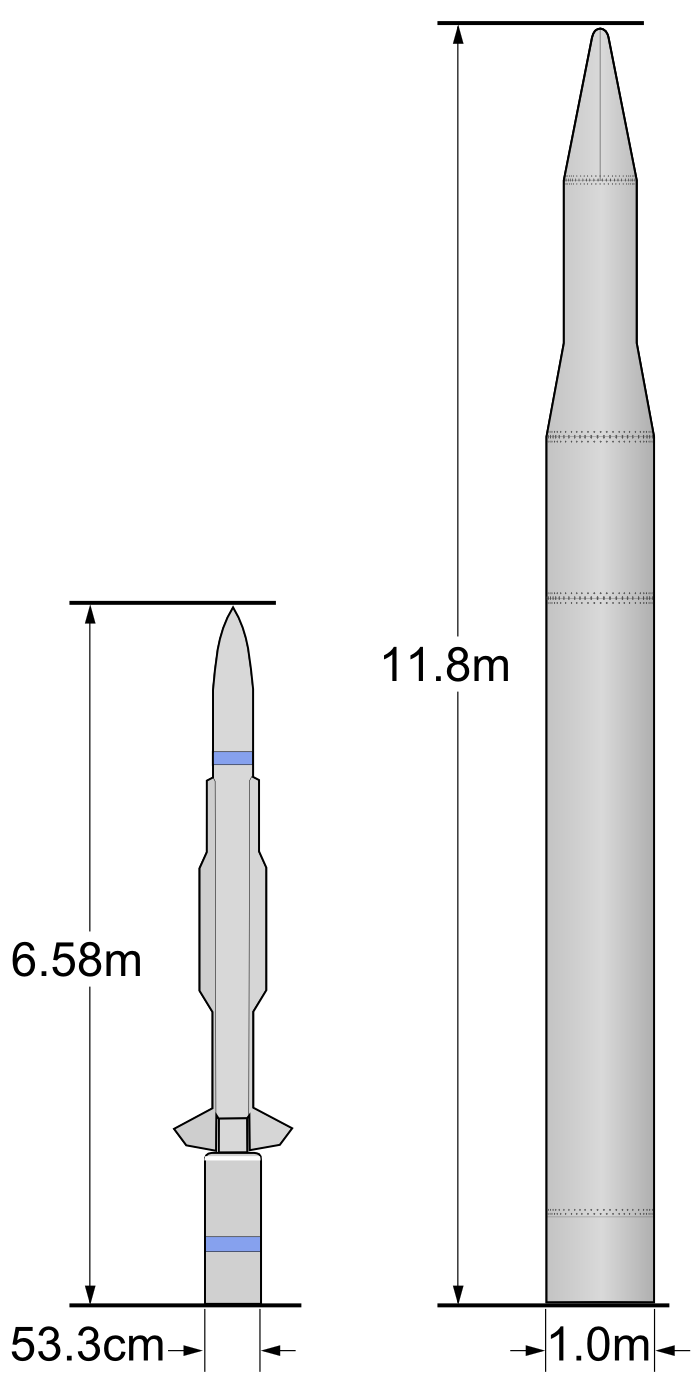
右：Kinetic Energy Interceptor、左：SM-3

運動エネルギー迎撃弾（うんどうエネルギーげいげきだん）は、アメリカ合衆国の弾道弾迎撃ミサイル。キネティック・エネルギー・インターセプターとも（英語表記ではKinetic Energy Interceptor:略称はKEI）。米ノースロップ・グラマン社がアメリカミサイル防衛局との契約に基づいて2010年現在開発中の3段式の固体ロケット・モーターを備えたミサイルである。

## 概要
アメリカ軍が実施しているミサイル防衛計画の新たな兵器として、現有のRIM-161スタンダード・ミサイル3 (SM-3) を越える能力を付与するために、12m近くの長さを持つ対空用としては大型のミサイルとなる予定である。
本ミサイルは飛翔方向を制御するための翼を持たずに、推力偏向によって方向を制御する。弾頭部には複数の小型ロケットモーターによって高機動力が与えられた運動エネルギー投射体（Kinetic projectile）が格納されている。これは、大気が希薄となった高空でフェアリングが外れ、目標の弾道ミサイルへ直接衝突するように軌道を修正して、最後は目標ミサイルに直撃することで迎撃する、運動エネルギー弾である。
並行して開発されているGBIが大型で長射程のものとされているのに対し、KEIは、やや小型で機動的に運用できるようになっていることから、目標ミサイルが発射直後や加速フェーズにある段階で迎撃することで、地上被害の最小化が期待でき、初弾のKEIによる迎撃に失敗しても、中間フェーズ以降において、更に何段階かの迎撃手段を講じる時間的な余裕が得られると予測できる。
発射装置は移動車両による地上発射と、海上艦船のVLS（垂直発射システム）から発射することが計画されている。本ミサイルのように大きな発射体も扱えるように、ズムウォルト級ミサイル駆逐艦以降に採用される艦船用VLSではUES（Universal Eject System）を含むモジュラー式の発射システムも現在平行して開発されている。

## 仕様
- 全長： 11.8m
- 直径： 1.0m
- 1段目ロケット：固体燃料ロケット・モーター
- 水平射程： 不明
- 垂直射程： 不明
- 速度： 不明
- 弾頭： 運動エネルギー弾